# Ekkehard Eggs
Ekkehard Eggs (* 10. Oktober 1943 in Spielberg; † 3. Januar 2020 in Wietze) war ein deutscher Romanist und Sprachwissenschaftler.

## Leben
Ekkehard Helmut Eggs machte 1964 Abitur am Bismarck-Gymnasium Karlsruhe. Von 1964 bis 1970 studierte er Romanistik und Germanistik an den Universitäten Saarbrücken und Aix-en-Provence und wurde 1971 in Saarbrücken von Hans Ludwig Scheel promoviert. Von 1971 bis 1979 war er Assistenzprofessor an der Freien Universität Berlin. Er habilitierte sich dort 1978 bei Dieter Wunderlich und Thomas Kotschi. Nachdem er bereits Professuren in Hamburg und Marburg vertreten hatte, wurde er 1979 auf eine Professur an der Universität Hannover berufen, die er bis 2009 besetzte. Von 1989 bis 1997 war er Leiter des Fachsprachenzentrums Hannover.

## Veröffentlichungen (Auswahl)

### Selbständige Veröffentlichungen
- Möglichkeiten und Grenzen einer wissenschaftlichen Semantik. Dargestellt an den Zeichen 'temps', 'espace' und 'mémoire' in M. Prousts 'A la Recherche du Temps Perdu. Lang, Frankfurt am Main 1971.
- Die Rhetorik des Aristoteles. Ein Beitrag zur Argumentationstheorie und zur Syntax von komplexen Sätzen (im Französischen). Lang, Frankfurt am Main 1984.
- (Hrsg. mit Hubertus Fischer) Die Kehrseite der Medaille. Napoleon-Karikaturen. Institut Français, Hannover 1985.
- (Hrsg. mit Hubertus Fischer) Napoleon. Europäische Spiegelungen in Mythos, Geschichte und Karikatur.  Haag + Herchen, Frankfurt 1986.
- (Hrsg. mit Klaus Ahlzweig) Akten des deutsch-französischen Kolloquiums in Hannover vom 16.-18. Mai 1988 zu Lexikologie/Terminologie und Soziolinguistik. In: Hannoversche Beiträge zu Sprache und Kultur 1, 1989.
- (mit Isabelle Mordellet) Phonétique et phonologie du français. Théorie et pratique. Niemeyer, Tübingen 1990. De Gruyter, Berlin 2012.
- Die Inszenierung von Politik. Debatten mit Politikern im französischen Fernsehen. 1980–1990. Schäuble, Rheinfelden 1991, 1993.
- Grammaire du discours argumentatif. Le topique, le générique, le figuré. Kimé, Paris 1994.
- (mit Christophe Bouyssi) Maîtrise du français et économie. Liris, Paris 1998.
- (Hrsg.) Topoï, discours, arguments. F. Steiner, Stuttgart 2002.
- (Hrsg. mit Hans Sanders). Text- und Sinnstrukturen in Erzählungen. Von Boccaccio bis Echenoz.  Lang, Frankfurt am Main 2008.
- (mit Dermot McElholm) Exemplifications, Selections and Argumentations. The Use of Example Markers in English and German. Lang, Frankfurt am Main 2013.

### Unselbständige Veröffentlichungen
- Artikel im Historischen Wörterbuch der Rhetorik. Niemeyer, Tübingen. De Gruyter, Berlin.
  - Argumentation. In: Bd. 1, 1992, Spalte 914–991.
  - Grammatik. In: Bd. 3, 1993, Spalte 1030–1112.
  - Logik. In: Bd. 5, 2000, Spalte 414–615.
  - Metapher. In: Bd. 5, 2000, Spalte 1099–1183.
  - Metonymie. In: Bd. 5, 2000, Spalte 1196–1223.
  - Res-verba-Problem. In: Bd. 7, 2005, Spalte 1200–1310.